# Elbpark Entenwerder

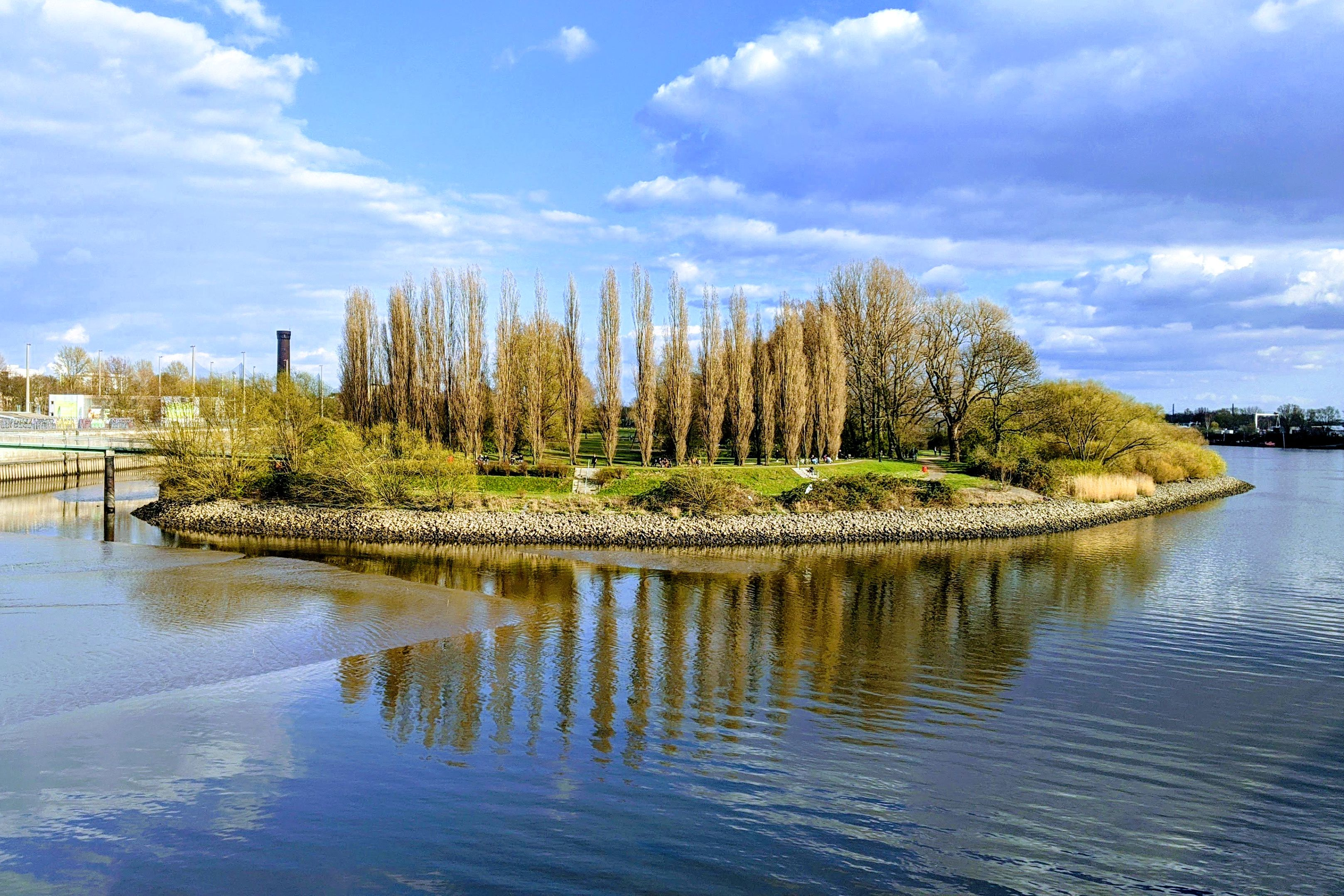
Elbpark Entenwerder mit Pyramidenpappeln vor dem Rondell. Blick von der Billhorner Brücke über den Oberhafenkanal

Der Elbpark Entenwerder ist ein öffentlicher Park auf der Halbinsel Entenwerder in der Norderelbe im Hamburger Stadtteil Rothenburgsort. Der Park ist etwa 16 Hektar groß und erstreckt sich über die gesamte Fläche der Halbinsel in der Nähe der Norderelbbrücken.

## Geschichte

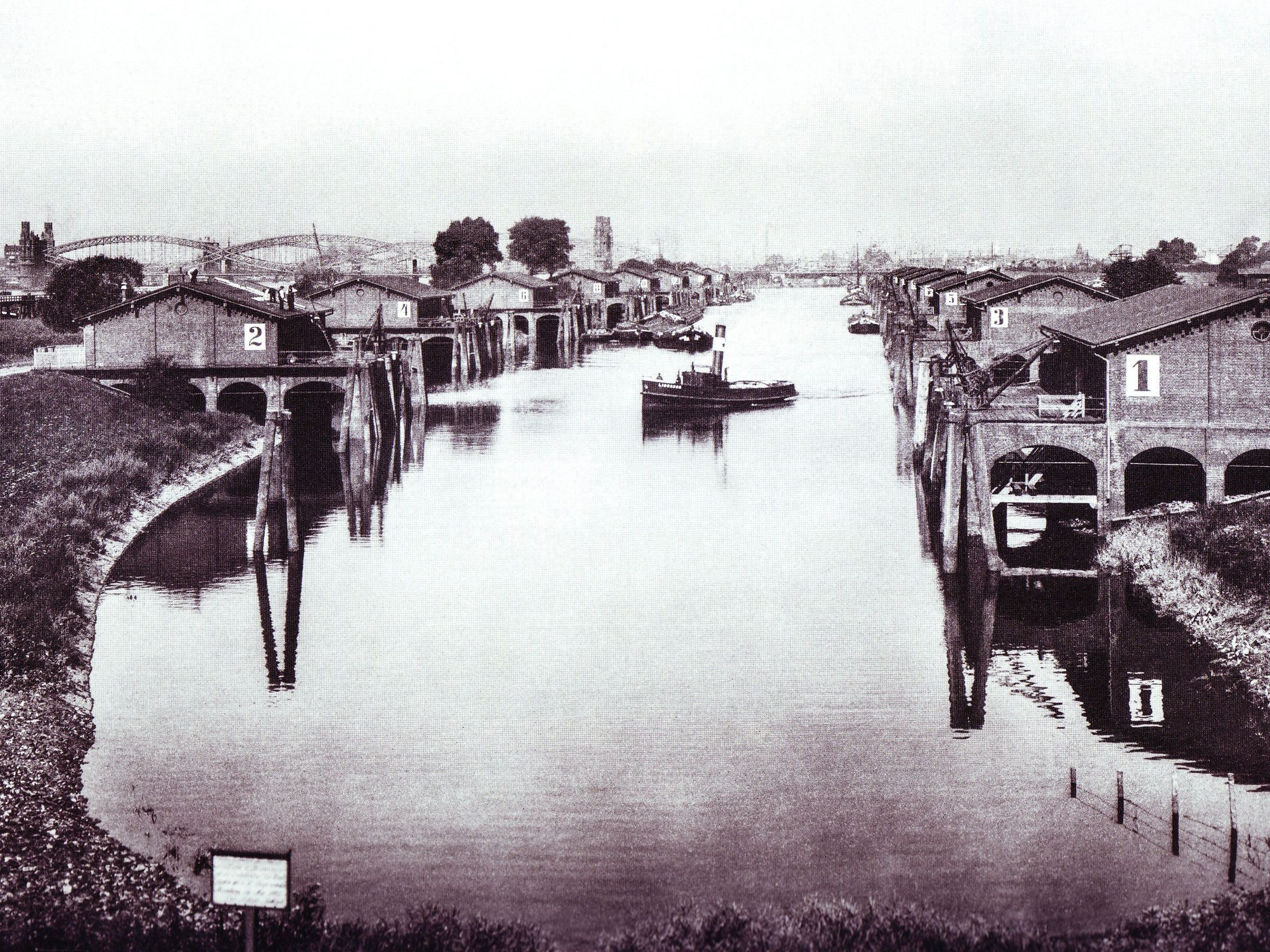
Zollhafen Entenwerder um 1900

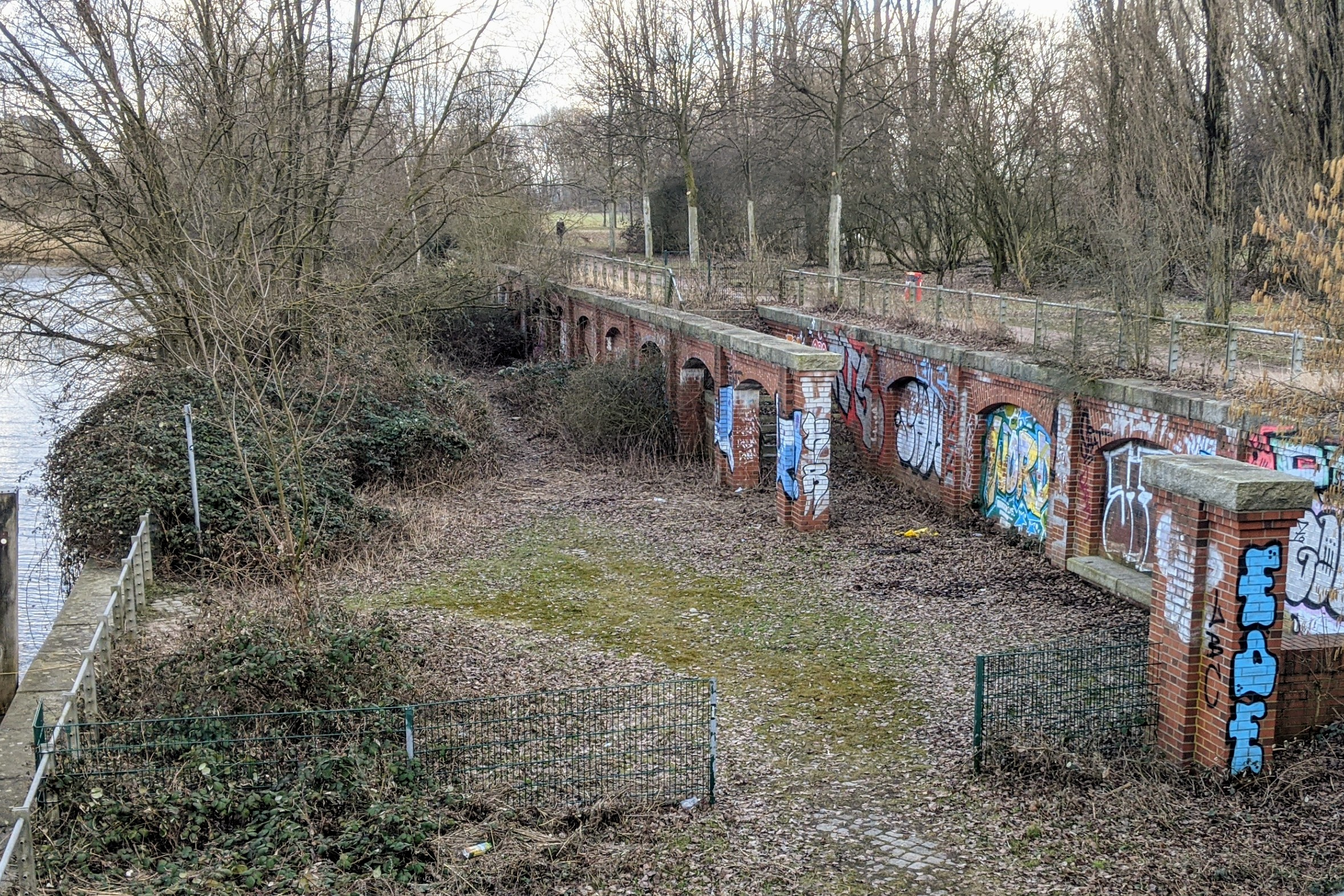
Reste der einstigen Abfertigungsanlagen

Die Halbinsel Entenwerder diente früher als Zollhafen für Binnenschiffe. Insbesondere nach dem Beitritt Hamburgs zum Deutschen Zollverein und der Einrichtung des Hamburger Freihafens 1888 wurden hier sämtliche Schiffe kontrolliert, die von der Oberelbe kommend in das Freihafengebiet einfuhren. Nach dem Zweiten Weltkrieg verlor der Zollhafen an Bedeutung, da der Verkehr über die Elbe aufgrund der deutschen Teilung drastisch zurückging. 
Bis in die 1990er Jahre wurden 1,8 Hektar von Schaustellern als Wohnwagenplatz und Winterlager genutzt. Nachdem für die Schausteller eine neue Fläche im Bezirk Bergedorf gefunden worden war, wurde der Elbpark hergerichtet und 1997 der Öffentlichkeit übergeben.
2017 wurde der Park durch Auseinandersetzungen um ein Protestcamp gegen den G-20-Gipfel über die Grenzen Hamburgs hinaus bekannt. Die Organisatoren brachen das Camp ab, nachdem sie sich nicht länger von „Polizei und Justiz schikanieren“ lassen wollten.

## Beschreibung

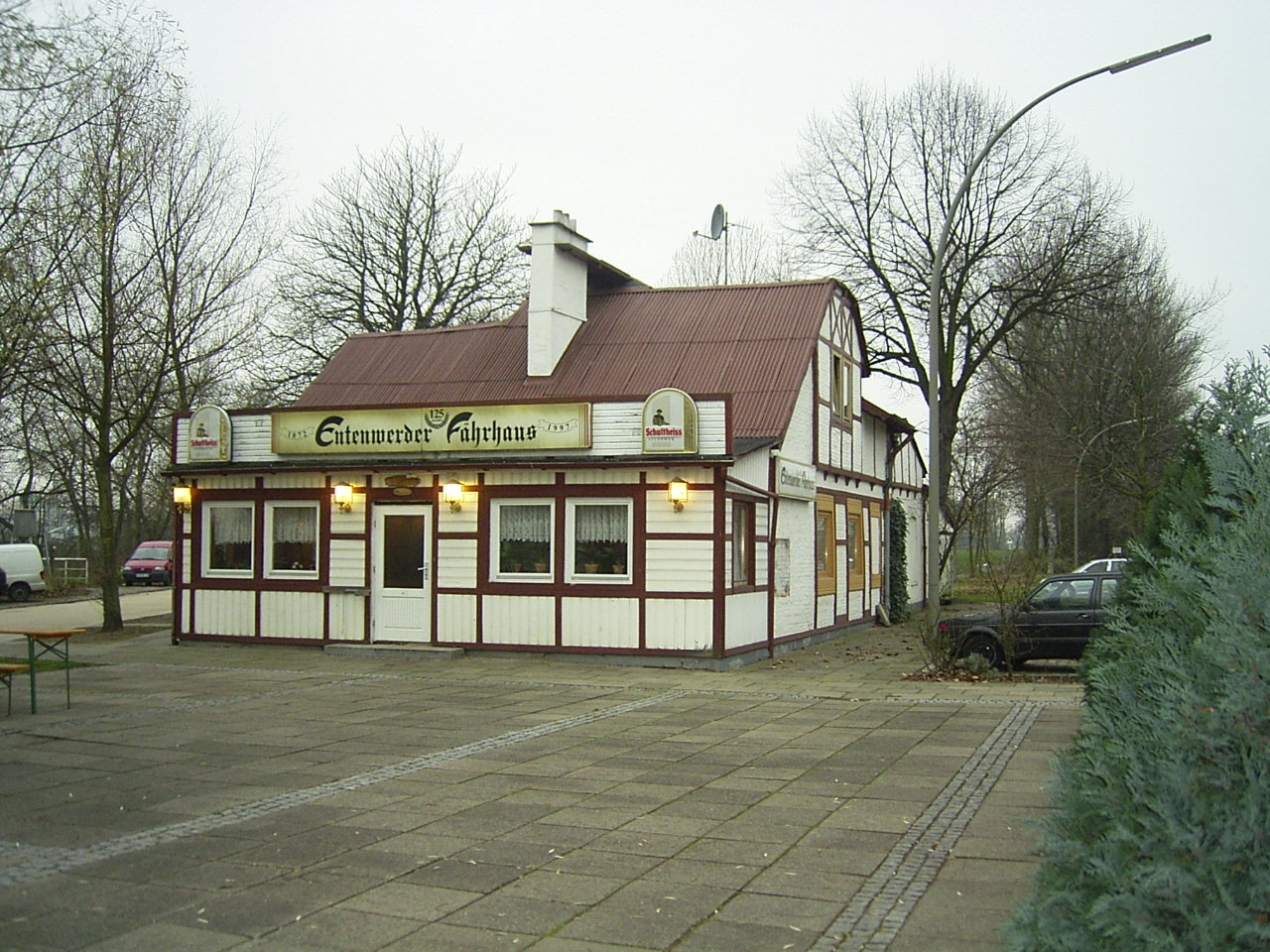
Entenwerder Fährhaus

Im Osten der Halbinsel befinden sich Rasenflächen, die durch Gehölze gegliedert sind. Dort ist die Halbinsel durch den Alexandra-Stieg erreichbar. Am östlichen Rand der Grünfläche steht das traditionsreiche Ausflugslokal „Entenwerder Fährhaus“. Zu den Freizeitangeboten gehören neben Grillplätzen ein Beachvolleyballplatz, Fußballtore und ein Spielplatz. Am westlichen Ende der Halbinsel wurde ein abgesenktes Rondell für Veranstaltungen angelegt, das von Pyramidenpappeln eingefasst ist.

### Goldener Pavillon und  Entenwerder 1

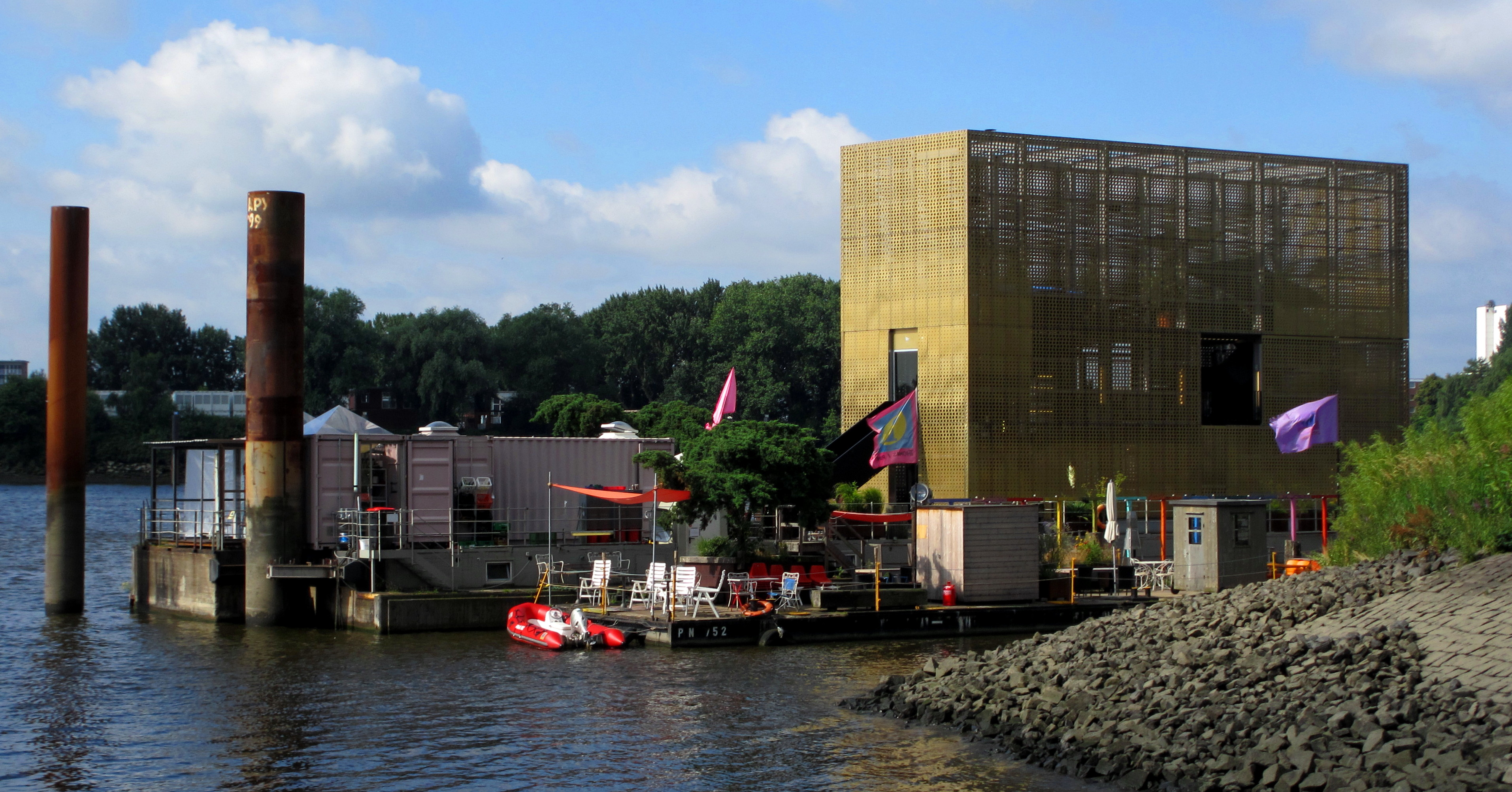
Ponton mit dem „Goldenen Pavillon“ und den Schiffscontainern des „Cafés Entenwerder 1“

Auf einem zehn mal 60 Meter großen Ponton befindet sich der „goldene Pavillon“, den der Hamburger Modeunternehmer Thomas Friese und seine Tochter Alexandra Friese aus Münster (Westfalen) nach Hamburg holten. Der Pavillon ist das Werk der Architekten Jan Kampshoff und Marc Günnewig von „modulorbeat“. Sie schufen ihn für die Ausstellung „Skulptur Projekte Münster“ im Jahr 2007. Die begehbare Skulptur mit drei Ebenen ist 16 Meter hoch und elf Meter lang. Die Außenhaut besteht aus goldfarbenem, gelochtem Messing. Eröffnet wurde der Pavillon im September 2015.
Der Ponton war zunächst nur über einen Steg erreichbar. Seit 2014 ist er durch die historische Stahlbrücke der „Wassertreppe 51“ mit der Halbinsel verbunden. Die Brücke mit zwei mehr als 40 Tonnen schweren Bögen, die Thomas Friese ebenfalls beschaffte, befand sich früher an einem ehemaligen Binnenschiff-Warteplatz an der Bille. Die Stadt Hamburg unterstützte die baulichen Maßnahmen mit einer Million Euro.
Auf dem Ponton wurde 2015 ein Café, das „Entenwerder 1“, eröffnet, das in zwei rosafarbenen Schiffscontainern untergebracht wurde.
Der Ponton ist auch Basisstation des gemeinnützigen Vereins „Entenwerder Elbpiraten“, der Kindern aus Rothenburgsort Segelkenntnisse vermittelt.

### Brücke Entenwerder
Im Januar 2023 wurde mit dem Bau einer Fußgänger- und Radfahrerbrücke begonnen, die den Entenwerder mit der westlich angrenzenden Hafencity und dem dortigen S- und U-Bahnhof Elbbrücken verbinden soll. Die Fertigstellung ist für Ende 2025 geplant.